# Effraie de prairie
Tyto longimembris
Espèce
Statut de conservation UICN

 LC  : Préoccupation mineure
Statut CITES
L'Effraie de prairie (Tyto longimembris) est une espèce d'oiseaux de la famille des Tytonidae. Elle a récemment été séparée de l'Effraie du Cap (T. capensis).

## Répartition
Cette espèce vit en Asie et en Océanie.

## Liste des sous-espèces
D'après la classification de référence (version 14.1, 2024) de l'Union internationale des ornithologues, l'Effraie de prairie possède 5 sous-espèces (ordre philogénique) :
- Tyto longimembris longimembris (Jerdon, 1839) ;
- Tyto longimembris chinensis Hartert, EJO, 1929 ;
- Tyto longimembris pithecops (Swinhoe, 1866) ;
- Tyto longimembris amauronota (Cabanis, 1872) ;
- Tyto longimembris papuensis Hartert, EJO, 1929.